# David Granger
Cet article concerne l’homme d’État guyanien. Pour le bobeur américain, voir David Granger (bobsleigh).
David Arthur Granger, né le 15 juillet 1945 à Georgetown, est un homme d'État guyanien, président de la république coopérative du Guyana du 16 mai 2015 au 2 août 2020.

## Biographie

### Formation
Né à Georgetown, David Granger fréquente le Queen’s College, école prestigieuse du Guyana, à l'instar des anciens présidents Forbes Burnham, Cheddi Jagan, Samuel Hinds et des érudits tels que Walter Rodney et Rupert Roopnaraine, où il fait partie du corps de cadets. 

### Carrière militaire
Granger rejoint les Forces de défense du Guyana (GDF) en tant que cadet en 1965 et est nommé sous-lieutenant l'année suivante. Il poursuit sa formation militaire au collège de commandement et d'état-major de l'armée au Nigeria, au centre d'instruction de guerre dans la jungle au Brésil et enfin au Royaume-Uni.
En 1979, il devient commandant de la Force de défense du Guyana et est promu au grade de brigadier (ce qui correspond à général de brigade). En 1990, il est nommé conseiller à la sécurité nationale auprès du président Desmond Hoyte puis prend sa retraite du service actif en 1992.

### Fondation du magazineGuyana Review
En 1992, Granger fonde le magazine d’information Guyana Review dont il est rédacteur en chef. Il effectue des recherches et publié sur des thèmes militaires, historiques et médiatiques. Il passe l'année universitaire 1995-1996 en tant que boursier dans le cadre du programme Hubert Humphrey - Fulbright à l'école de journalisme Philip Merrill de l'université du Maryland.

### Candidat à la présidence du Congrès national du peuple
En 2010, il est élu candidat à la présidence du Congrès national du peuple - Réforme pour les élections générales de novembre 2011. En tant que candidat à la présidence de la coalition de l'opposition, Granger est battu par Donald Ramotar. Il est cependant élu à l'unanimité chef de l'opposition à l'Assemblée nationale le 16 janvier 2012.

### Président de la République
Granger se présente à nouveau comme candidat à la présidence de la coalition d'opposition, Un partenariat pour l'unité nationale - Alliance pour le changement (APNU-AFC), d'orientation sociale-libérale, aux élections générales du 11 mai 2015. La coalition obtient la majorité absolue des voix et Granger est investi à la présidence du Guyana le 16 mai. Moses Nagamootoo devient Premier ministre le 20 mai et forme son gouvernement.
Il est président de la Communauté caribéenne entre le 1er juillet et le 31 décembre 2017.
Soupçonné d’avoir « bradé les intérêts pétroliers du pays » face à la multinationale ExxonMobil, le gouvernement fait l’objet d’une motion de censure en décembre 2018, adoptée par le Parlement par 33 voix contre 32 et provoquant la chute du gouvernement. Le président Granger multiplie depuis lors les manœuvres politiques et recours judiciaires pour retarder l’organisation d’élections générales. Des élections législatives sont finalement organisées le 2 mars 2020.